# Evangelický kostel v Javoří
Evangelický kostel v Javoří (pol. Kościół ewangelicki w Jaworzu) je nejstarším luterským tolerančním kostelem na Těšínsku. Nachází se v Jaworze (Javoří) v Polsku.
Posvěcení základního kamene pro budovu modlitebny v Javoří (Ernsdorfu) se uskutečnilo 12. března 1782. Patronem modlitebny byl Jiří Ludvík von Lašovský. Stavba byla dokončena ve druhé polovině 80. let 18. století. Roku 1794 byl na střešní věžičku zavěšen zvon. V letech 1851-1852 byla k modlitebně přistavěna kostelní věž a byl na ni zavěšen zvon z roku 1794, v roce 1862 přibyly další dva zvony. V roce 1912 byl kostel přestavěn, v oltářní části byla přistavěna půlkruhová apsida. V roce 1937 byl kostel elektrifikován. Roku 1976 byl kostel pojat do seznamu kulturních památek. V letech 2009–2010 proběhla izolace základů kostela a restaurace fasády; v rámci restaurátorských prací byly na severní a jižní straně kostela odhaleny dva reliéfy s habsburským orlem z roku 1912.
Z vnitřního vybavení kostela si zaslouží pozornost tři dřevěné vyřezávané lustry, z nichž dva pocházejí z 18. století a jeden ze století devatenáctého.
Vedle modlitebny byla v roce 1794 vystavěna škola.

## Galerie

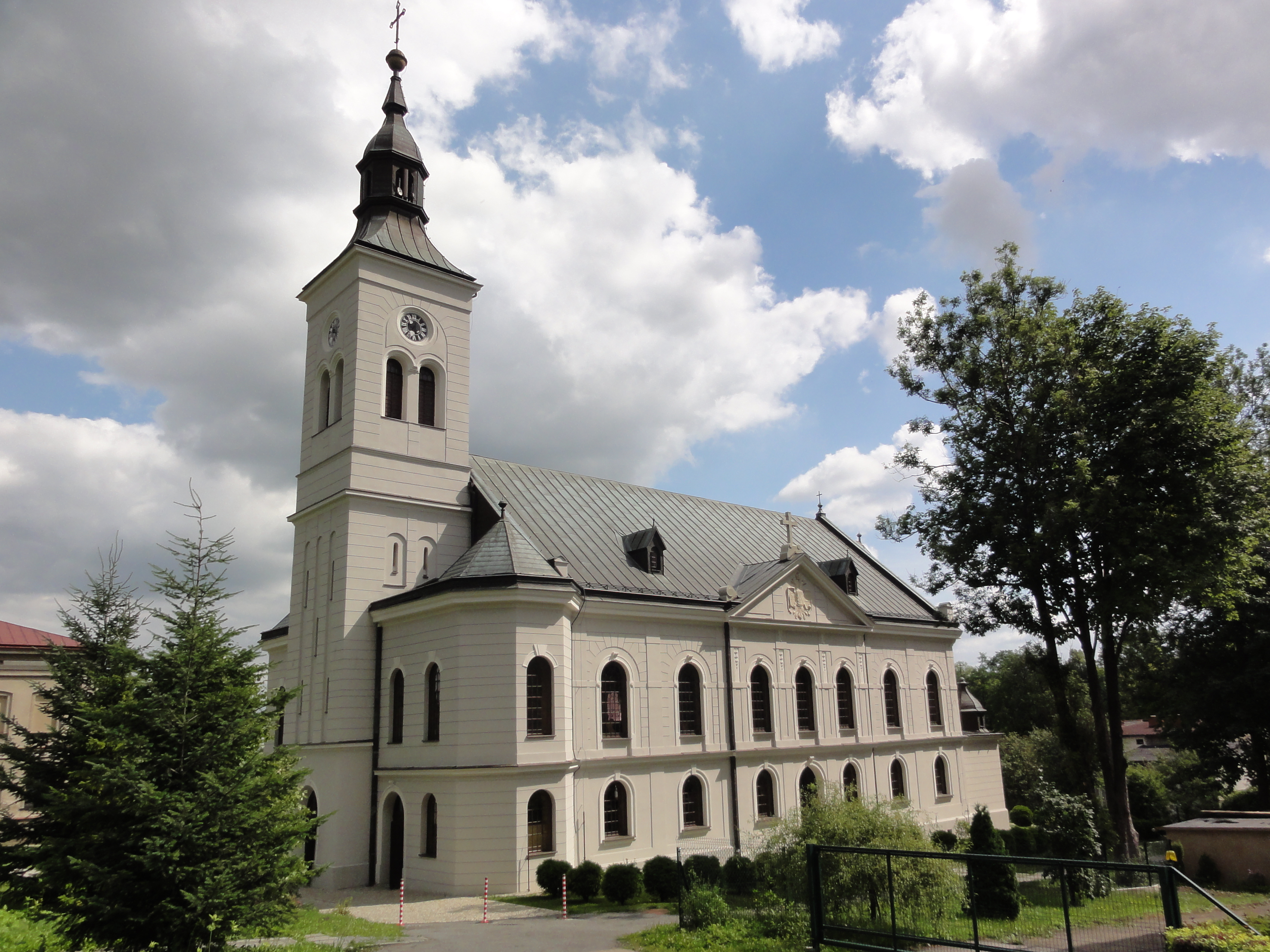
Exteriér kostela
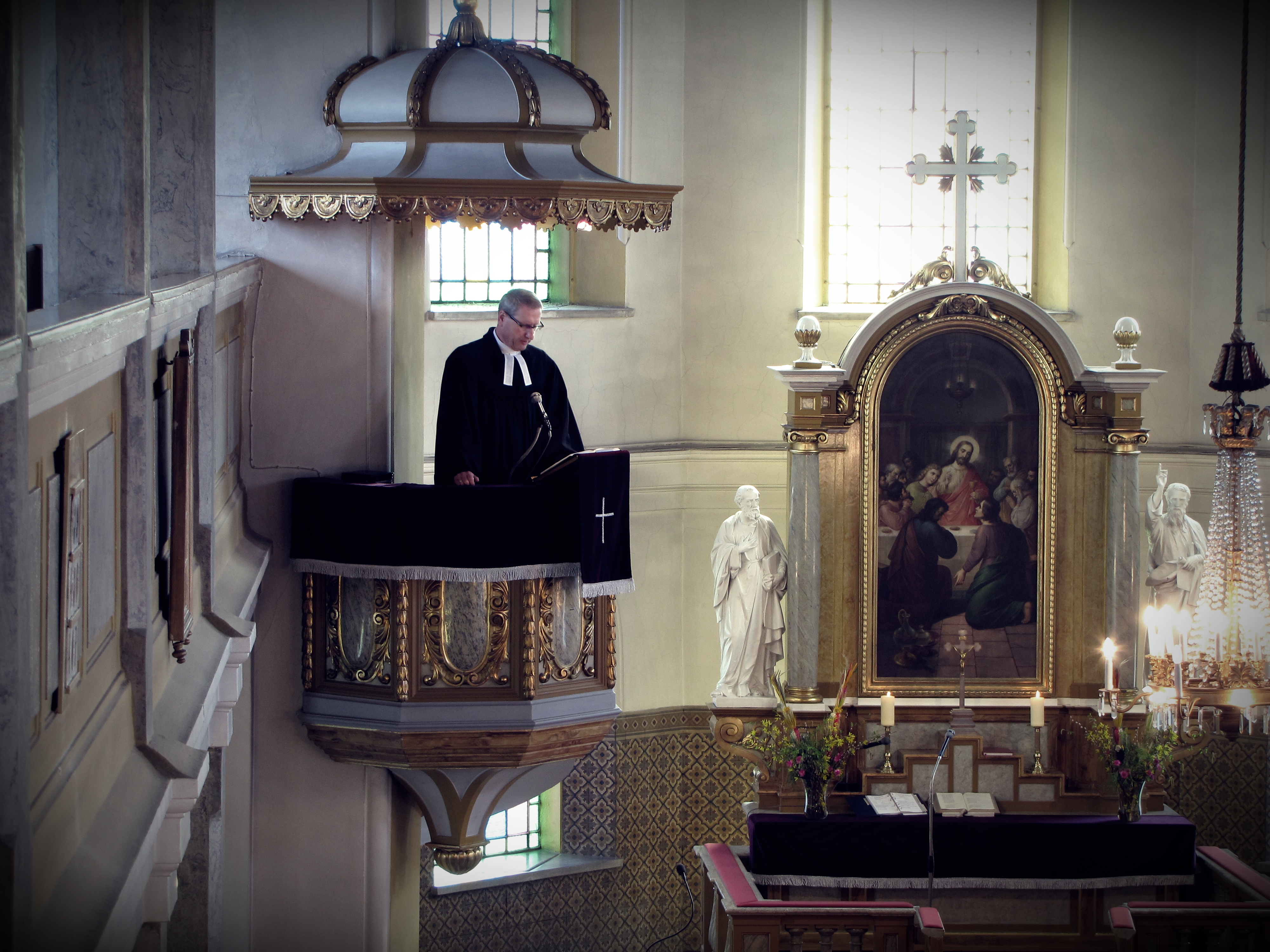
Interiér kostela (kazatelna a oltář)
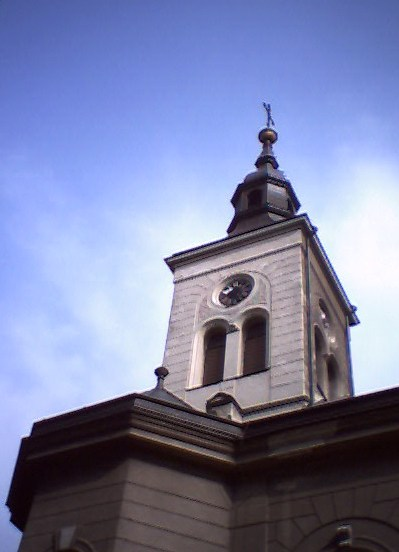
Věž
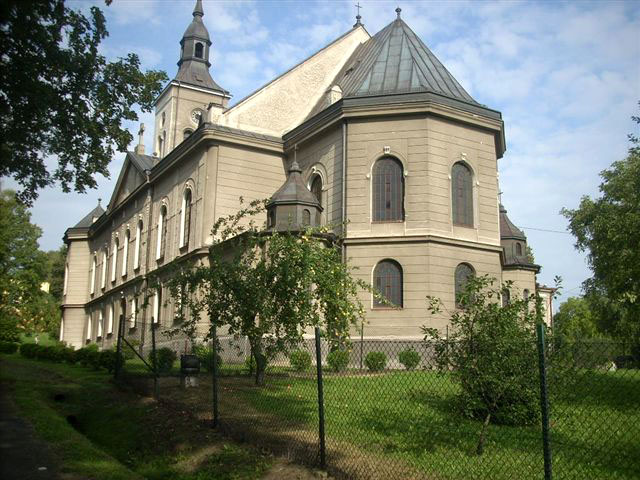
Kostel (pohled od apsidy)
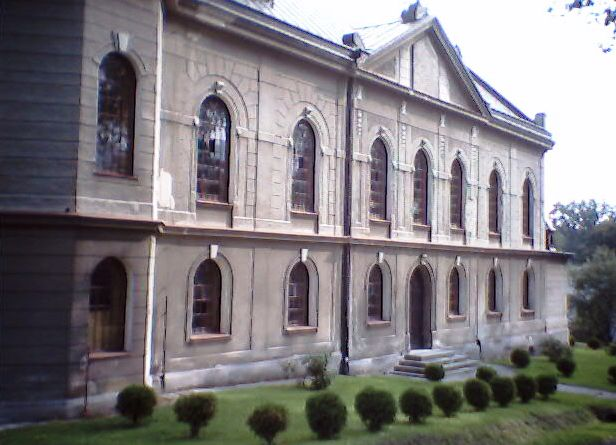
Kostel (boční pohled)
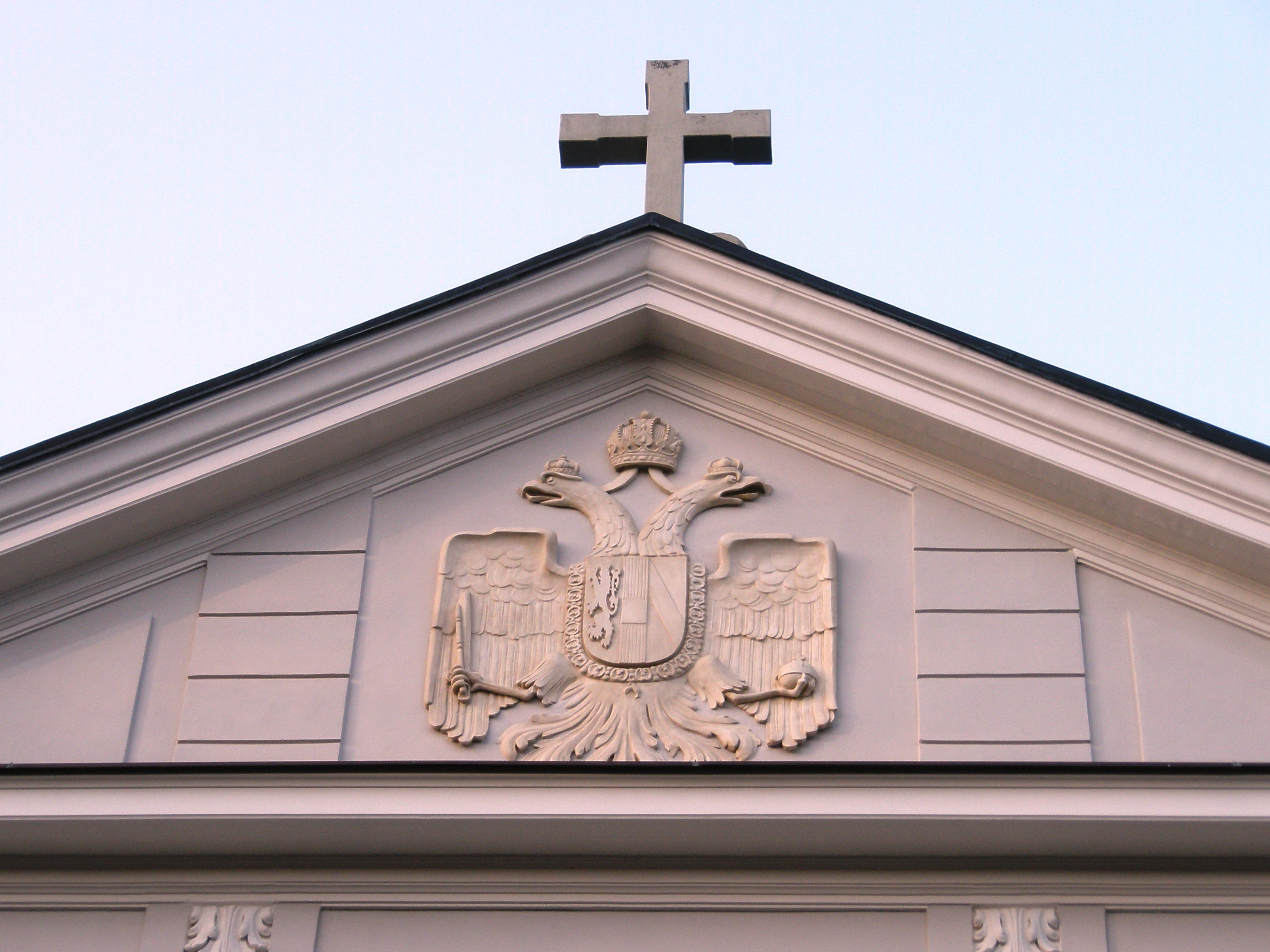
Reliéf císařského orla
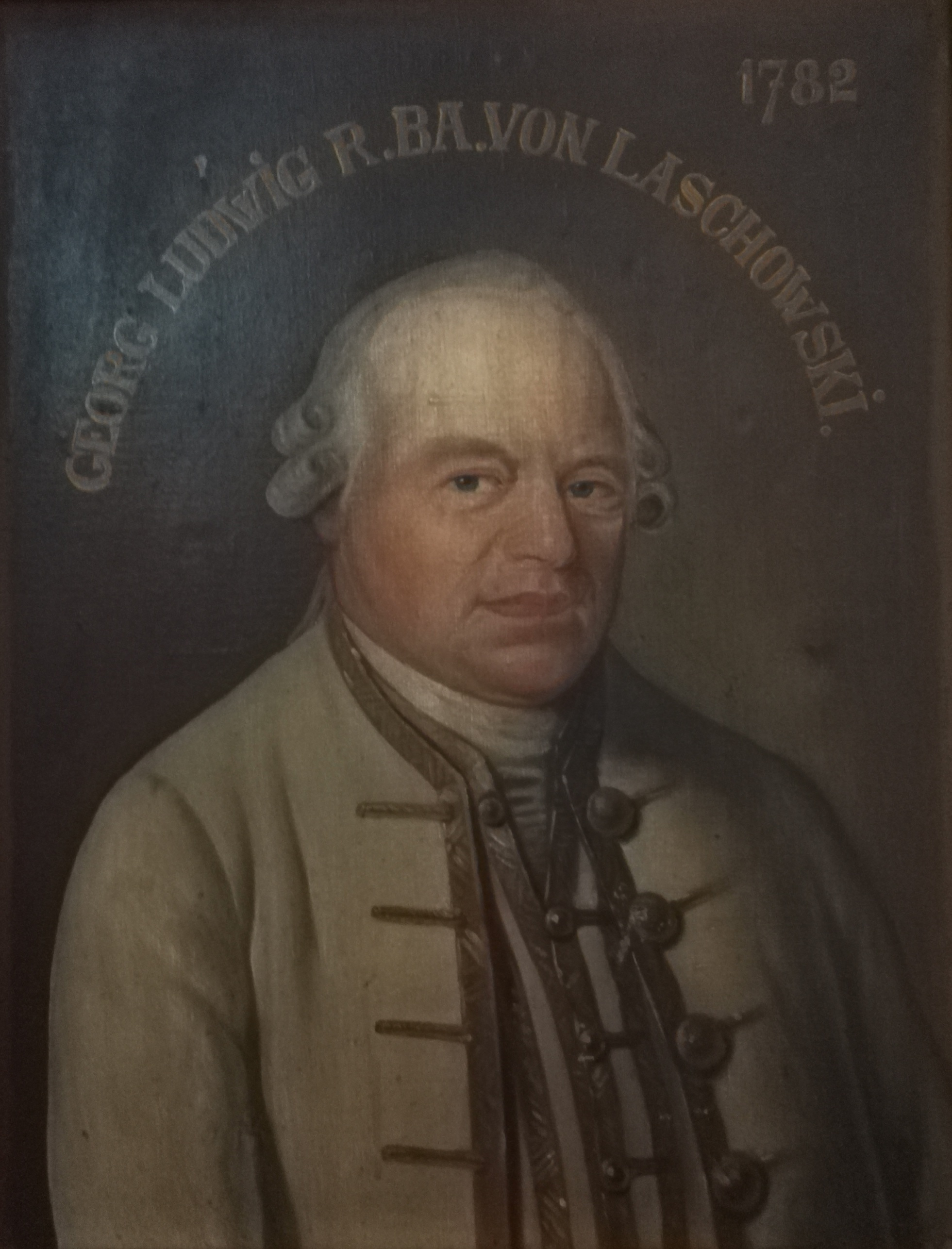
Jiří Ludvík von Lašovský
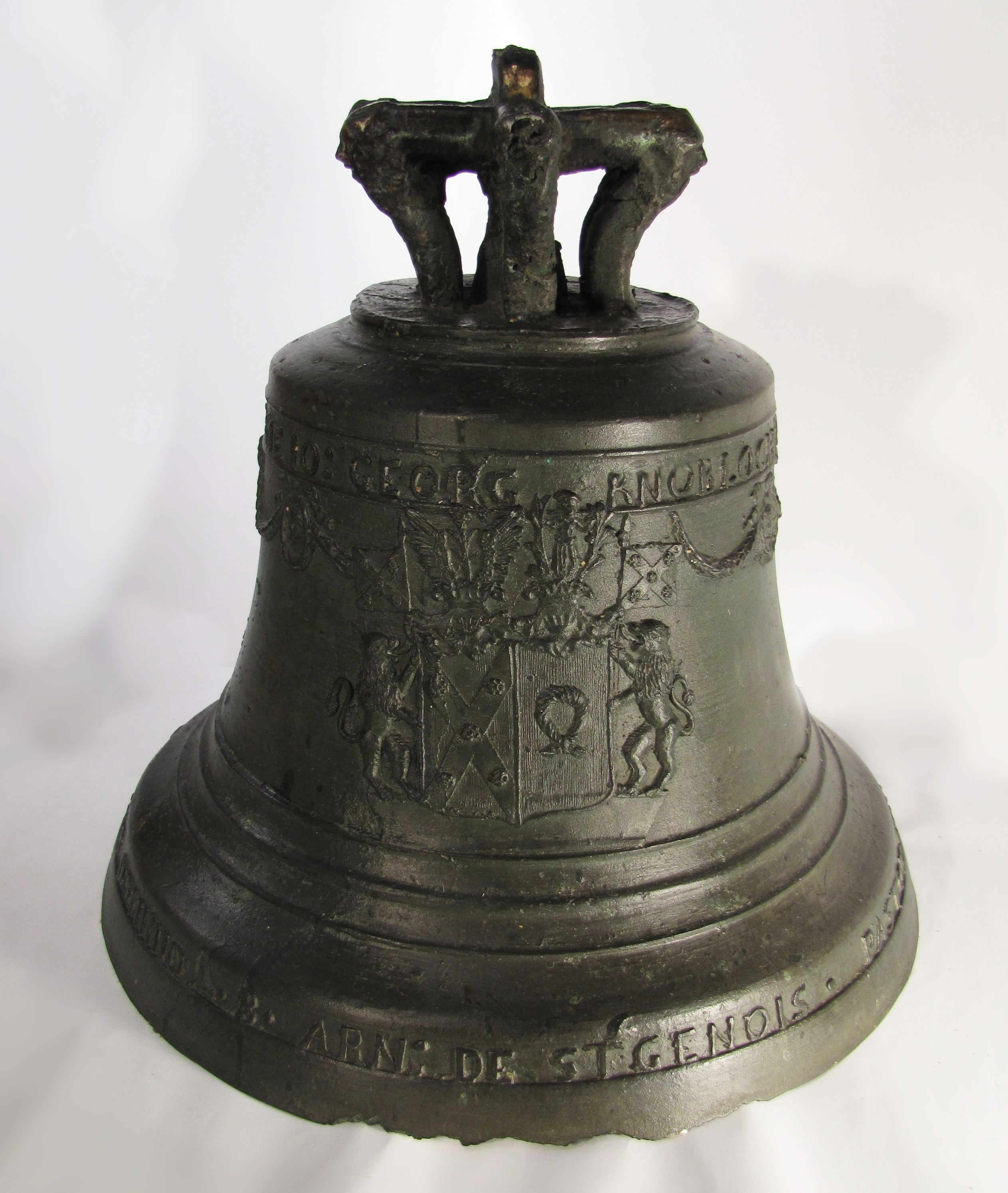
Kostelní zvon z roku 1794